# Mereoni Nakesa
Pas d'image ? Cliquez ici

a Compétitions nationales et continentales officielles uniquement.

b Matchs officiels uniquement.
Mereoni Nakesa, née le 17 février 2003 à Vunamoli (Fidji), est une joueuse internationale fidjienne de rugby à XV. Elle évolue au poste de deuxième ligne. Elle porte les couleurs des Fijiana Drua en Super Rugby Women's.

## Biographie
Née le 17 février 2003, Mereoni Nakesa ne commence la pratique du rugby à XV que tardivement, même si elle a joué « localement » dans son village. Son père est Ulaiasi Lawavou, international fidjien en rugby à sept.
Sa carrière débute réellement en 2022, quand elle défend les couleurs de Nadi en Skipper Cup (le championnat des provinces fidjiennes qui s'appelle ensuite Marama Championship). La joueuse est immédiatement remarquée par les recruteurs fédéraux qui la convoquent à un stage de détection de la franchise des Fijiana Drua.
En 2023, elle dispute sa première saison de Super Rugby Women's (en), conclue par un titre face aux Queensland Reds. Immédiatement après, au mois de mai, elle fait ses débuts internationaux avec les Fidji à Sydney contre les Wallaroos. Elle est titulaire quand les Fidjiennes s'inclinent d'un petit point face aux Samoa lors du championnat d'Océanie. Elle dispute la première édition du WXV 3 en fin d'année, où les Fidjiennes se classent deuxièmes après avoir été battues par l'Espagne 26 à 19.
En 2024, elle poursuit sa carrière dans l'effectif des Fijiana Drua, qui perd son titre face aux Waratahs. Le mois suivant elle retourne en équipe nationale et remporte le championnat d'Océanie, qualificatif pour la Coupe du monde.

## Palmarès

### En franchise
- Vainqueure du Super Rugby Women's en 2023 (en).
- Finaliste du Super Rugby Women's en 2024.

### En équipe nationale
- Vainqueur du Championnat d'Océanie en 2024.